# 北海道道1135号浜中元川線
北海道道1135号浜中元川線（ほっかいどうどう1135ごう はまなかもとかわせん）は、北海道留萌市に計画されている北海道道である。

## 概要
全線未開通で、留萌市の都市計画に含まれており、当初は浜中運動公園から千望台を経由して元川町に抜ける予定であった。しかし、このルートはバイパス道路となり、中心部の空洞化を招くのではという市民の反対があり、2002年（平成14年）、千望台から留萌駅へ向かうルートに変更する案が検討された。

## 歴史
- 1994年（平成6年）10月21日 - 路線認定[1]。

## 今後の予定
ルートを正式に決め、開通には相当の時間がかかる。

## 地理

### 通過する自治体
- 留萌振興局
  - 留萌市